# Allium antiatlanticum
Allium antiatlanticum — вид рослин з родини амарилісових (Amaryllidaceae); поширений у Марокко й Алжирі.

## Опис
Рослина має ниткоподібні листки, шорсткі біля основи, квітки білі з витягнутими тичинками.

## Поширення
Поширений у Марокко й Алжирі.